# Runaway Daydreamer
«Runaway Daydreamer» (estilizado como «ЯUNAШАY DAYDЯԐAMԐЯ») es el nombre del segundo sencillo de Wanderlust, quinto álbum de estudio de la cantante británica Sophie Ellis-Bextor. Salió a la radio el 24 de febrero de 2014 en la mayoría de las estaciones de radio .

## Video musical
El video musical fue grabado durante la sesión fotográfica para el álbum Wanderlust, de la que también se extrajo el video tráiler del álbum, y el video musical de  Young Blood, la dirección tanto de video y la fotografía del sencillo estuvieron a cargo de Sophie Muller, el video fue estrenado en la página oficial el canal de Youtube de Ellis-Bextor el 7 de marzo de 2014.

## Lanzamiento
- CD promocional:[1]

1. Runaway Daydreamer (Radio Edit) - 3:27

## Otras versiones
1. «Runaway Daydreamer» (original) - 4:00
2. «Runaway Daydreamer» (Radio Edit) - 3:27
3. «Runaway Daydreamer (Secret)» (Wandermix)- 4:25